# Mariakapel (Weert, Meerssen)

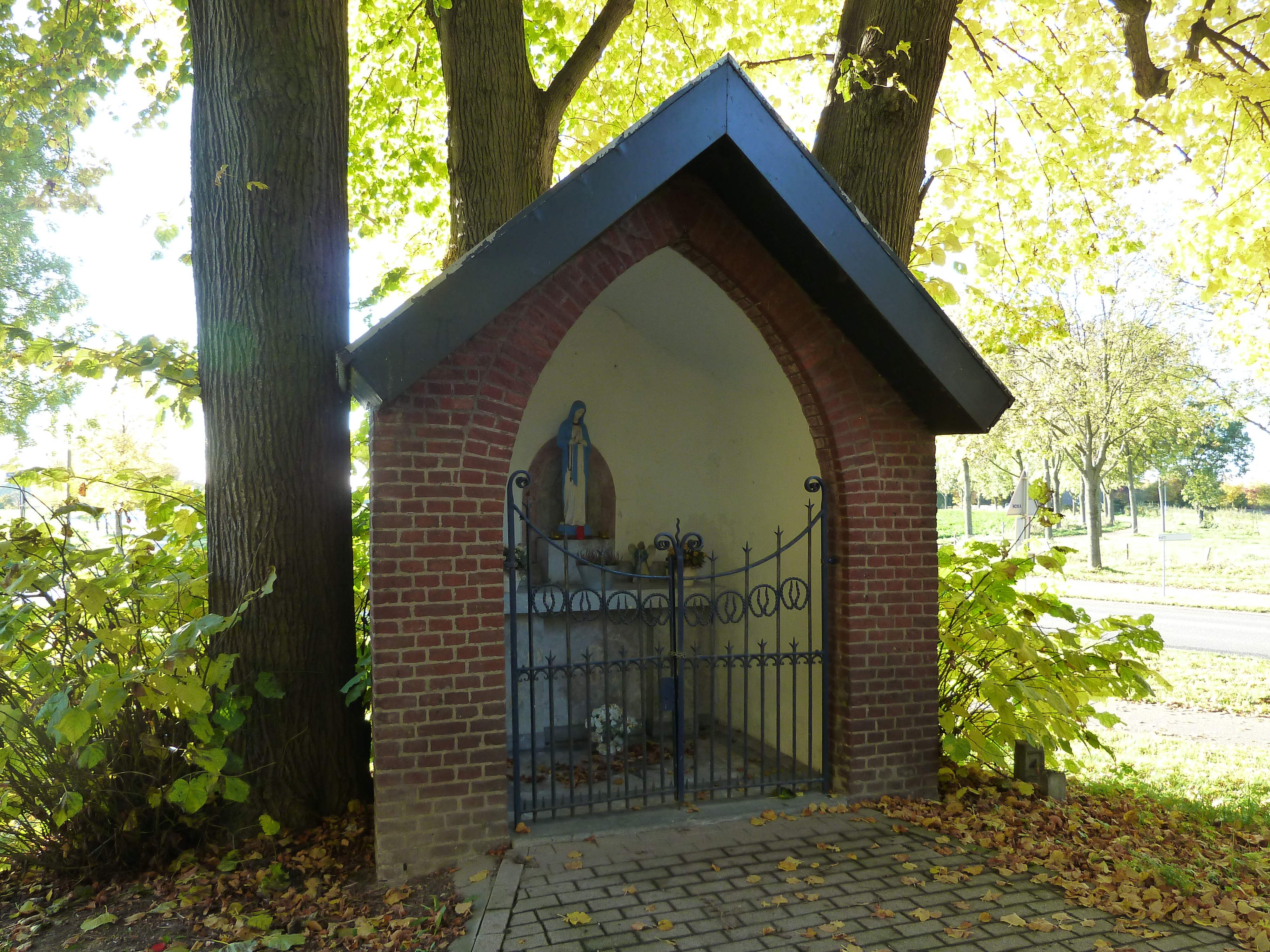
De Mariakapel

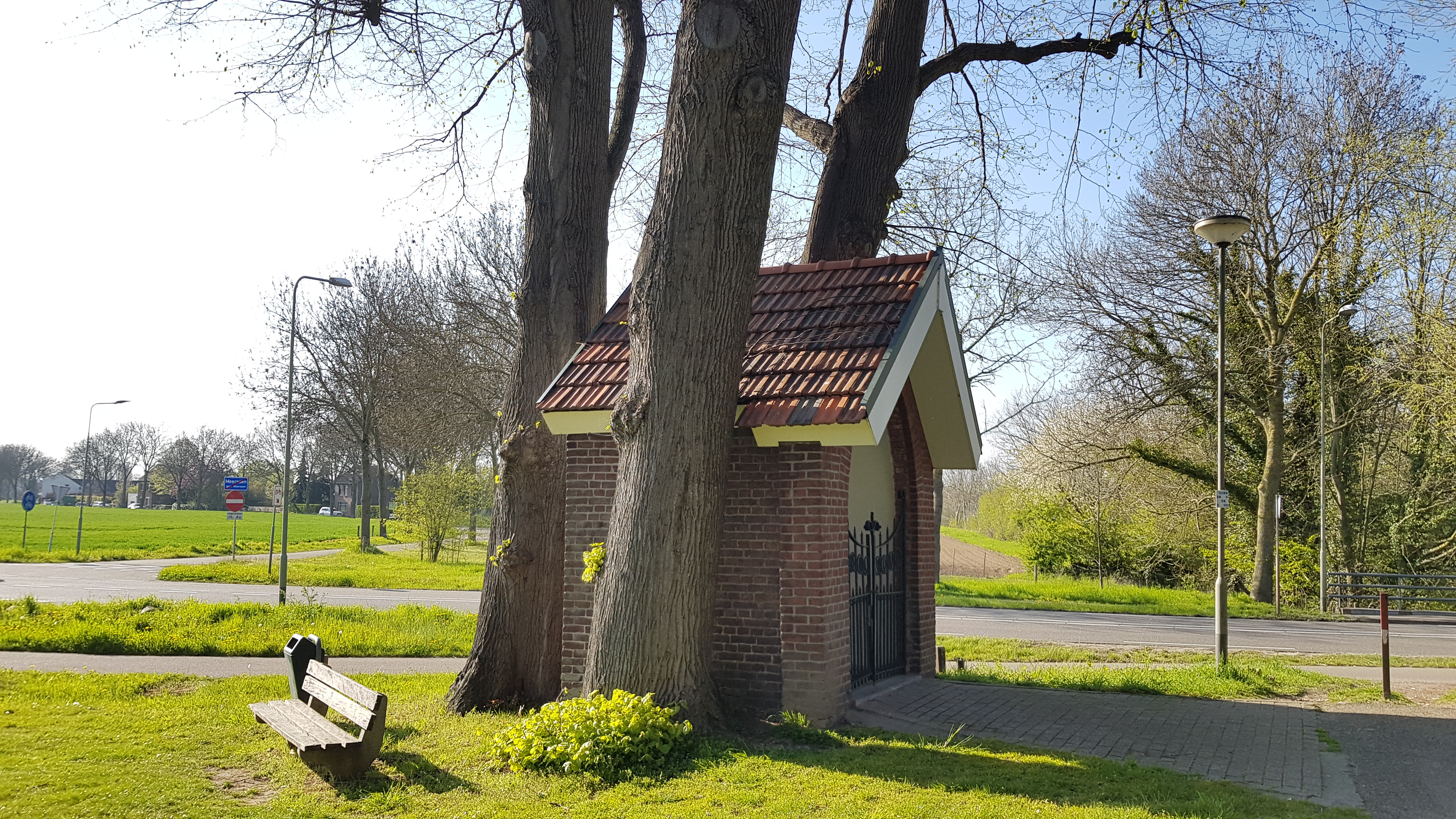
De kapel tussen de bomen

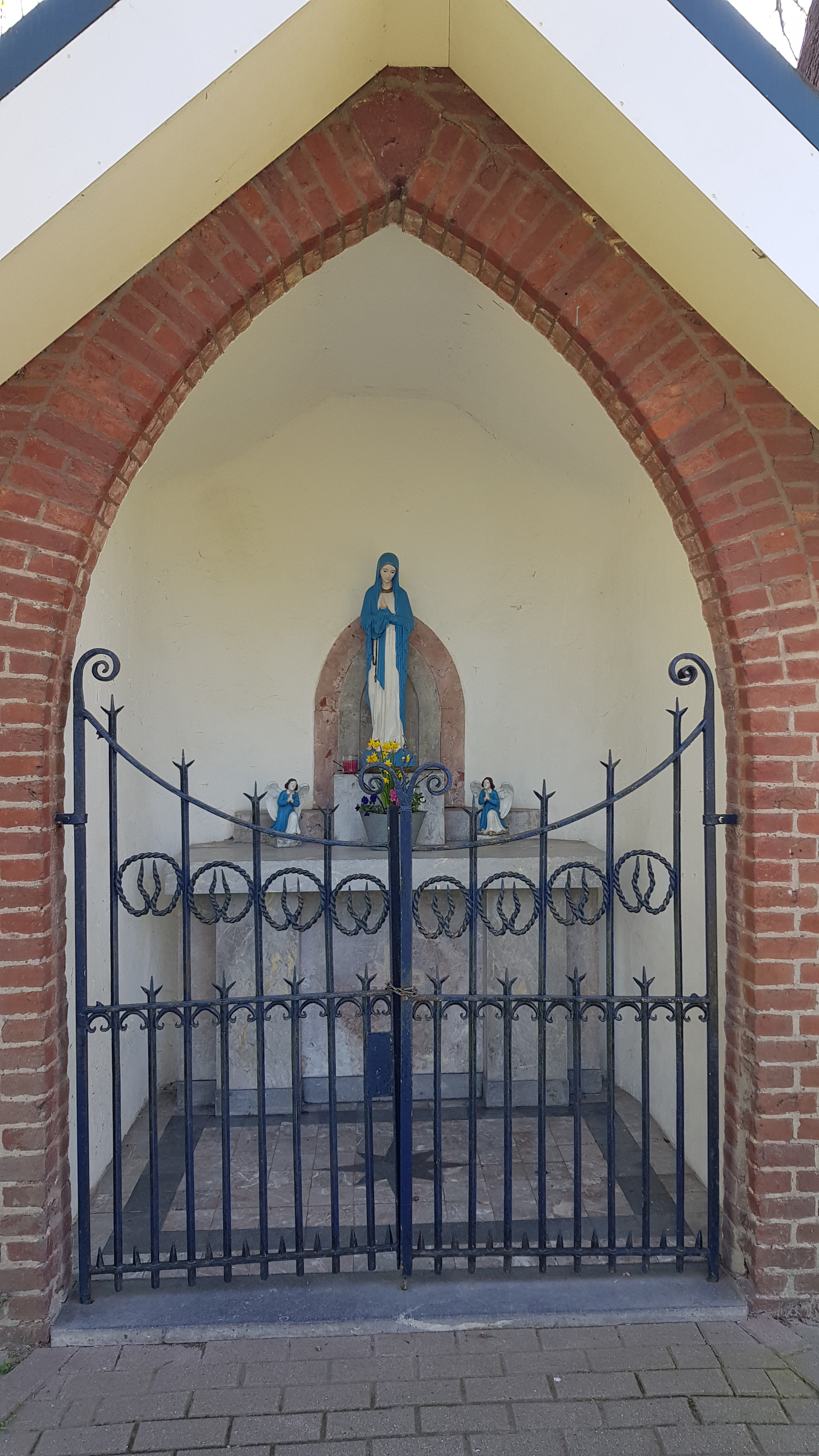
De kapel van binnen

De Mariakapel is een kapel in Weert bij Meerssen in de Nederlands Zuid-Limburgse gemeente Meerssen. De kapel staat aan de straat Weert nabij de Fregatweg op de plaats waar deze laatste de Geul kruist. Achter de kapel ligt de kruising van de Fregatweg en de Weerterstraat.
De kapel is gewijd aan Maria.

## Geschiedenis
In het midden van de 19e eeuw werd er door de familie Regout een kapel gebouwd naar aanleiding van een genezing in de familie.
Tijdens de Tweede Wereldoorlog raakte de kapel zwaar beschadigd en werd deze in 1949 herbouwd door buurtbewoners.
In de jaren 1970 werd de kapel gerenoveerd, waarbij een sterrenhemel en schilderingen op de achterwand verloren gingen.

## Bouwwerk
De bakstenen kapel staat onder twee grote lindes en is gebouwd op een rechthoekig plattegrond en wordt gedekt door een zadeldak met shingles. De frontgevel bevat een spitsboogvormige toegang en wordt afgesloten met een smeedijzeren hek.
Van binnen is de kapel wit gepleisterd. Tegen de achterwand is het marmeren altaar geplaatst dat rust op twee kolommen. Op het altaar is een sokkel geplaatst en hierop staat het Mariabeeldje dat een biddende Maria met haar handen samengevouwen toont, terwijl ze blootsvoets op een blauwe wereldbol staat. Achter het beeld is een lage spitsboog aangebracht die bestaat uit drie lagen. Op het altaar staan ook twee kleine engeltjes.